# 小川範子 素顔で片想い
小川範子 素顔で片想い（おがわのりこ すがおでかたおもい）は、1989年4月9日から1989年10月8日までニッポン放送で放送されていたラジオ番組。パーソナリティは小川範子。放送時間は毎週日曜日 21:30 - 22:00。
これより前、1988年10月16日から1989年4月2日までは同じ小川範子のパーソナリティで「小川範子 だって15才」（おがわのりこ だってじゅうごさい）のタイトルで毎週日曜日 21:00 - 21:30の枠で放送されていた。本項ではこの両者について説明。

## 概要
小川範子は、ニッポン放送では1988年4月から『おちゃめな夜だよいたずらレモン』のパーソナリティとして登場、この半年後に『だって15才』がスタート。1989年4月までは『おちゃめな夜だよ - 』とニッポン放送で2本掛け持ち出演していた。1989年4月から日曜21:00 - 21:30枠が『ニッポン放送ショウアップナイター』になるのに伴い、本番組は30分繰り下がって日曜21:30スタートとなり、同時にこの年の7月で小川が16歳になることを考えてタイトルを『素顔で片想い』に変更した。
『だって15才』スタート後2か月ほどは、固定のコーナーを作らず番組を進行していた。
はがきが採用されたリスナーには、もらった人だけがわかる「範子のこわれもの」が贈られていた。

## 主なコーナー
教科書カバーズ
- 『だって15才』時代、小川自身も高校受験生だった時に番組中で高校受験の話題が多かった時のコーナー。受験勉強で暗記するための替え歌を募集していた。

15のため息

範子のプラネット通信

範子のそっとつたえて

範子のさしすせそ
- 小川自身が当時「さ行」の発音が苦手だったことから、さ行の発音の練習用としての面白い文章を募集した。

プラトニック好きコーナー
- 愛というものを通じて、異性のことをこのコーナーで考えていた。

委員びんびん物語（1989年7月から）
- 学校の色々な、面白い委員のエピソードを紹介。

私の夏色の天使（1989年7月から）
- 1989年7月に発売されたシングル『夏色の天使』に因んだコーナー。リスナーの「夏のロマンチックな思い出」を紹介していた。

## 備考
『だって15才』と同じ1988年10月からMBSラジオで同じ小川範子パーソナリティの『範ちゃん通信』がスタートしたが、その放送時間が当番組と全く同じ時間帯（毎週日曜21:00 - 21:25）だった。なお『範ちゃん通信』は1989年4月から『Radio THIS』内に箱番組として移動。